# Carro dell'Aurora (Guercino)

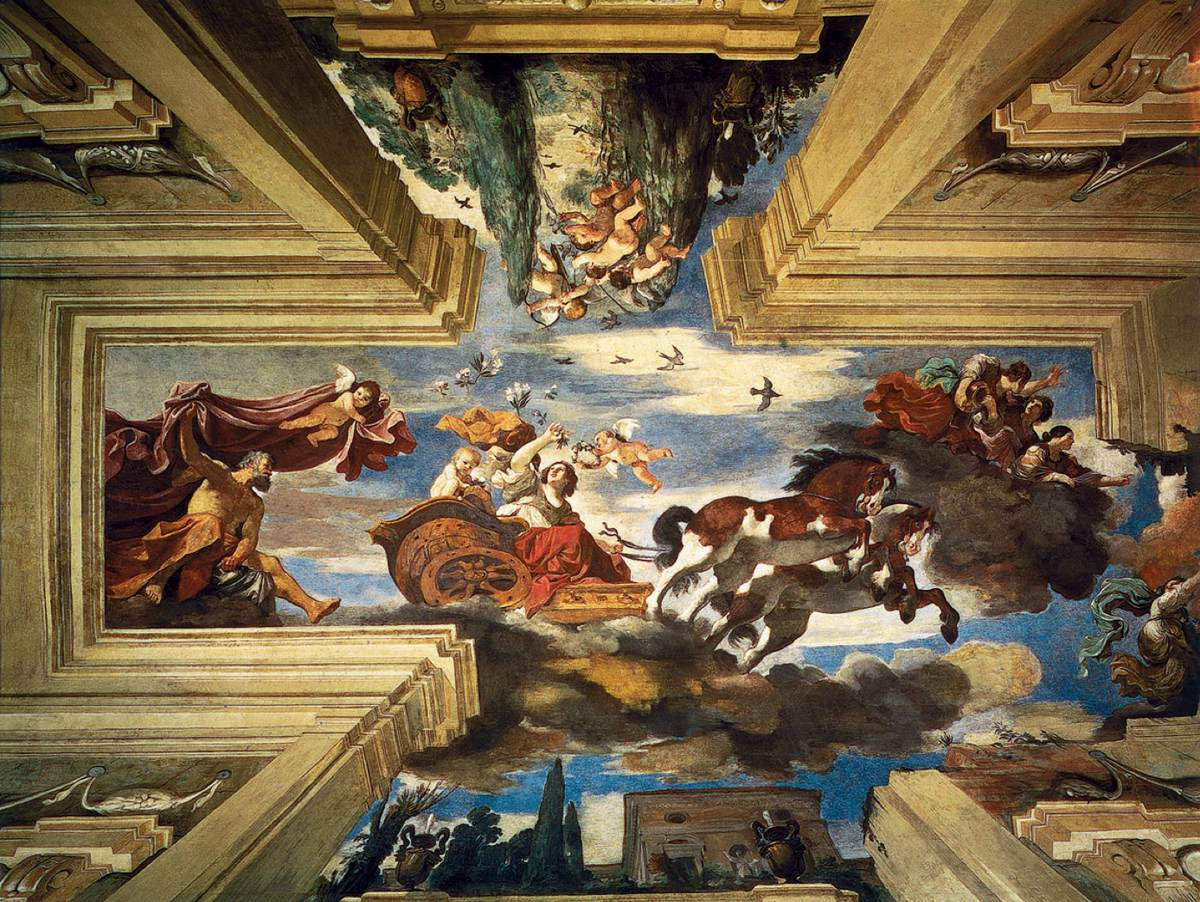
Carro dell'Aurora

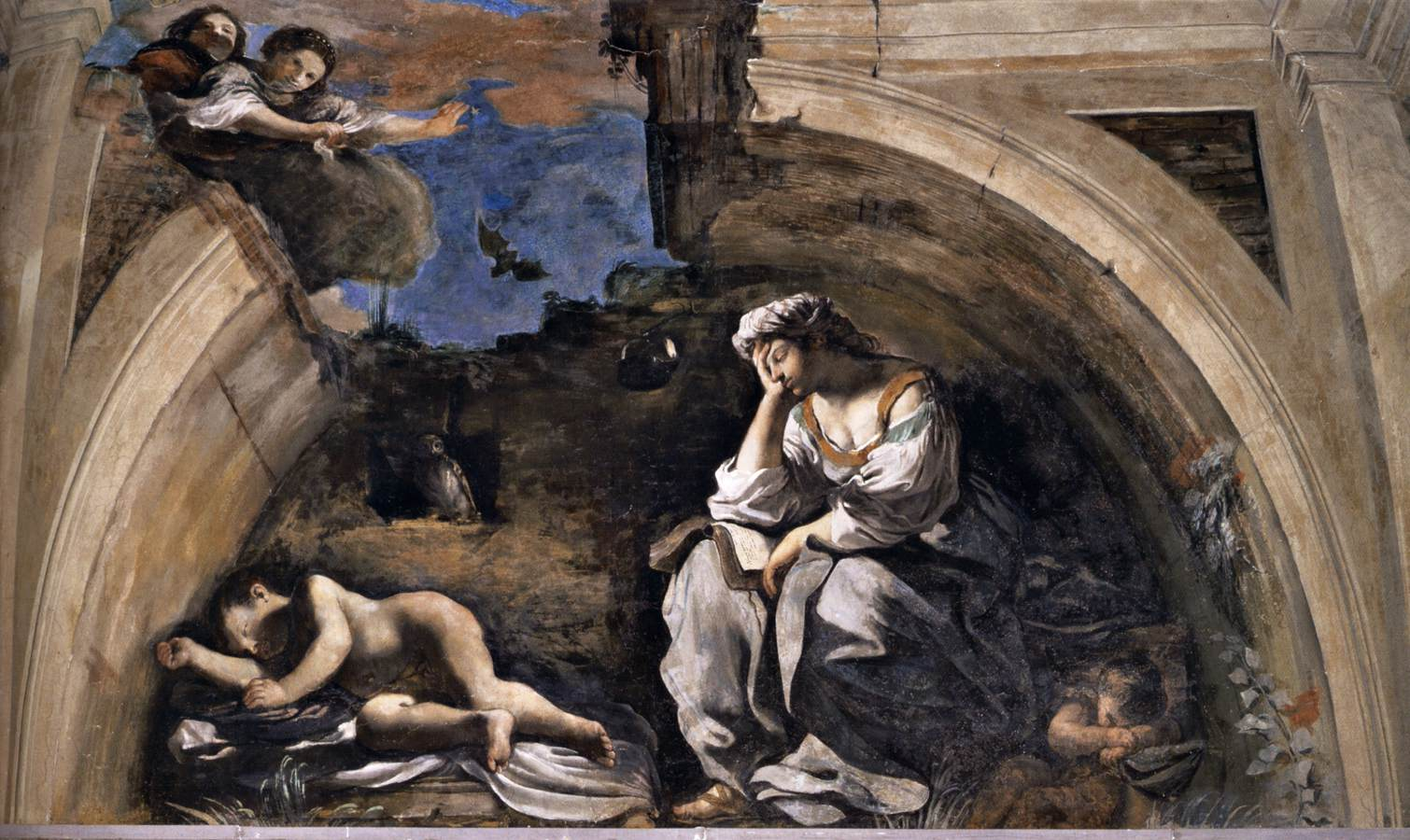
Allegoria della Notte

Il Carro dell'Aurora con le allegorie del Giorno e della Notte è una pittura a secco su muro realizzata nel 1621 nel casino Ludovisi a Roma da Guercino con l'ausilio di Agostino Tassi, che invece eseguì ad affresco le quadrature e le finte architetture di cornice.
Si tratta di una delle massime espressioni della pittura barocca, nonché uno dei capolavori più riconosciuti del pittore emiliano.

## Storia

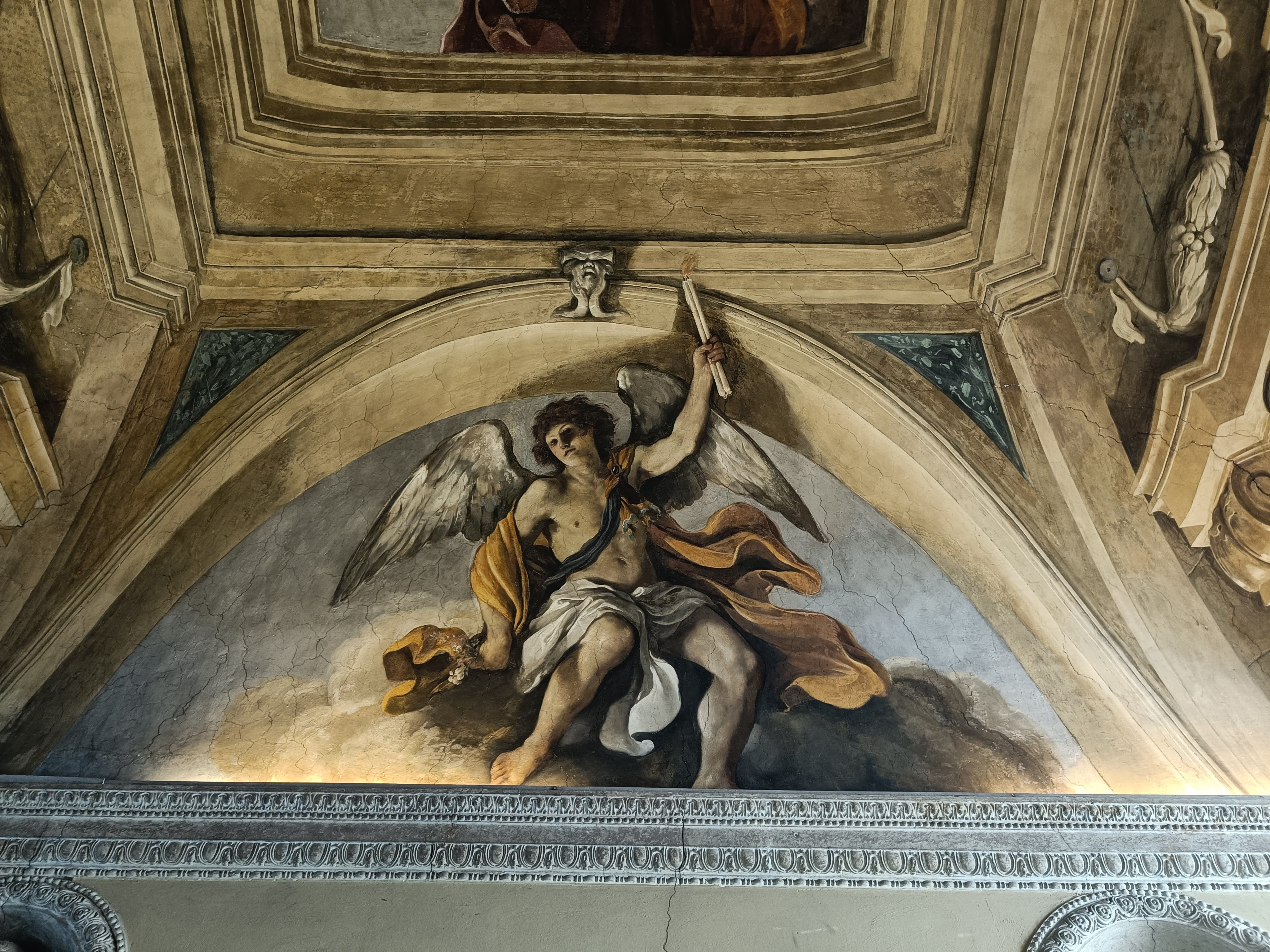
Allegoria del Giorno

Il cardinale Ludovico Ludovisi, nipote di papa Gregorio XV, acquista nel 1621 dal cardinal Francesco Maria Del Monte la villa che questi possedeva sul colle Pincio a Roma. Da lì a qualche mese vengono avviati i lavori di abbellimento che comprendono anche alcune opere murare e affreschi sul casino della villa. Tra gli artisti che vengono convocati per eseguire le varie commesse ricevute figura anche il Guercino, che si impegna a realizzare le più importanti decorazioni, in ordine cronologico: un paesaggio nella sala del caminetto al pian terreno, il Carro dell'Aurora nel salone grande adiacente e l'Allegoria della Fama, posta al piano superiore dell'edificio, sullo stesso livello della medesima sala dell'Aurora.
Per il dipinto murale dell'Aurora il pittore si trova a lavorare assieme ad Agostino Tassi, con cui aveva avuto modo di collaborare già nel palazzo Patrizi per il dipinto murale coevo a quello Ludovisi, ossia il Rinaldo e Armida.
Terminati i lavori di un altro cantiere in cui il Tassi era attivo in quel periodo, la sala dei Palafrenieri di palazzo Lancellotti, questi si dedica al ciclo Ludovisi iniziando la quadratura della volta con finte architetture compite con la tecnica ad affresco. Successivamente a questi interventi quindi, il Guercino opera dipingendo su muro entro una cornice già terminata in cui realizza in pochi mesi il tema dell'Aurora con le allegorie del Giorno e della Notte nelle due lunette delle pareti corte frontali .
Terminato il ciclo, il pittore si sposta quindi sul terzo ciclo commissionato da Ludovico Ludovisi, la Fama con l’Onore e la virtù.

## Descrizione e stile

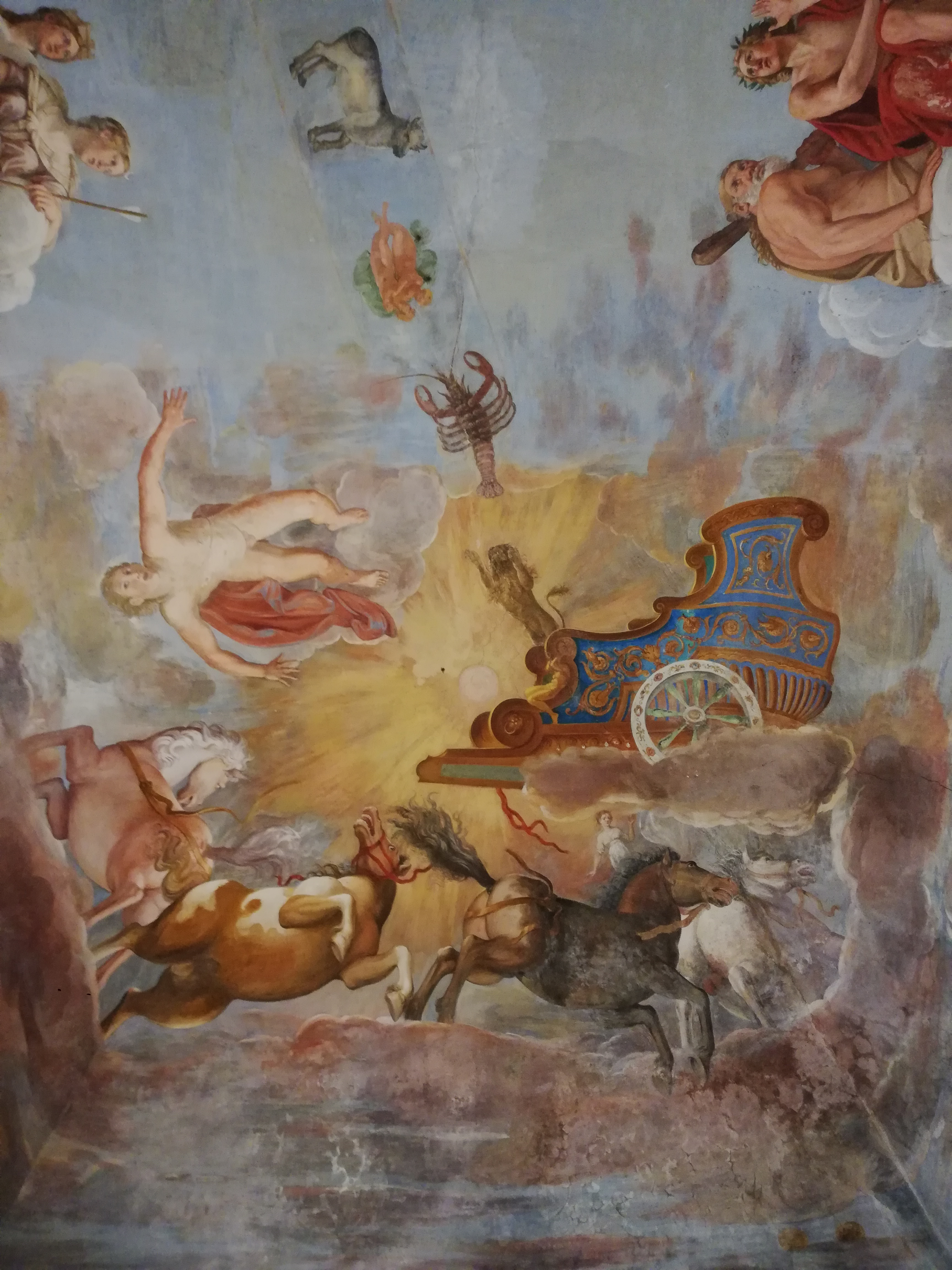
Francesco Albani, Caduta di Fetonte (dettaglio, 1609) - Palazzo Giustiniani, Bassano Romano

Il tema riprende l'iconologia definita nei suoi scritti da Cesare Ripa. Nella scena si vede il carro con Aurora e alle spalle il vecchio amante Titone, mentre avanti alla dea sono raffigurate le Ore che rompono visivamente l'architettura affrescata dal Tassi su cui è la Notte. Nell'altra lunetta frontale è invece raffigurata l'allegoria del Giorno, con torcia in mano che illumina il cammino.

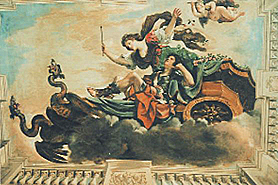
Guercino, Rinaldo e Armida (1621) - Palazzo Patrizi, Roma

Ai lati lunghi del dipinto centrale sono raffigurati putti festanti da un lato e dall'altro una veduta con paesaggio e un edificio identificabile con il casino Ludovisi stesso.
L'opera si colloca tra i primi e più importanti lavori compiuti dal Guercino non appena giunto nella città pontificia. Il soggetto fu particolarmente in voga nel Seicento a Roma, ripreso più volte da tutti i principali pittori emiliani del tempo. L'opera del Guercino nella fattispecie si contrappone stilisticamente alla prima versione di successo di questo tema, ossia quella di Guido Reni del 1614 realizzata nel casino di Scipione Borghese (oggi Pallavicini) al Quirinale.
La differenza sostanziale tra le due pitture è che mentre in quella del maestro bolognese, compiuta ad affresco, il tema è rappresentato a mo' di "quadro riportato", dove si evidenzia uno stile più classicista dell'opera, come fosse un rilievo antico dipinto, quella del maestro centese assurge a vero e proprio manifesto della pittura barocca, dove la finta architettura, i paesaggi, le prospettive e i movimenti delle figure coinvolte dialogano tra loro manifestando in pieno tutte le caratteristiche del movimento artistico, di cui l'opera guerciniana ne rappresenta uno dei più alti punti pittorici mai raggiunti.
Nello stesso giro di anni un altro maestro bolognese, il Domenichino, realizza un'altra versione del medesimo soggetto (il Carro del Sole con l'allegoria del Tempo che svela la Verità velata) ancora una volta nel palazzo Patrizi (dove il Guercino aveva già lavorato in una sala con il Rinaldo e Armida) e ancora con l'ausilio delle quadrature di Agostino Tassi.

Anche Francesco Albani realizzò due affreschi con soggetti comunque similari a quello dell'Aurora: il primo, la Caduta di Fetonte, nel palazzo Giustiniani di Bassano Romano tra il 1607 e il 1609, e il secondo, l'Allegoria del Tempo, nel 1611-1612 nel palazzo Verospi.

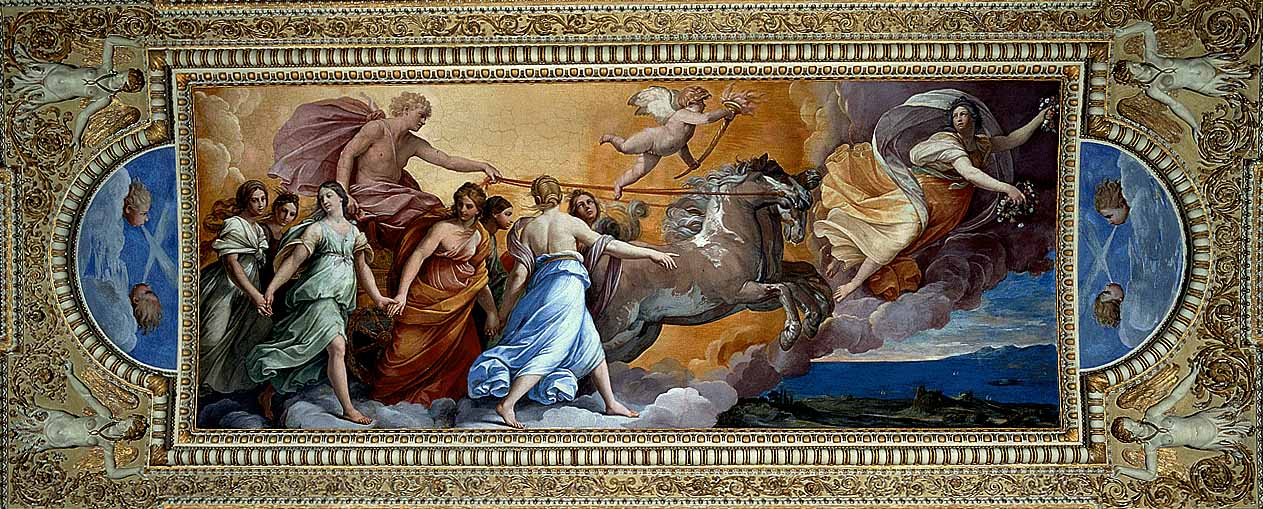
Guido Reni, Carro dell'Aurora (1614) - Casino Borghese (oggi Pallavicini), Roma
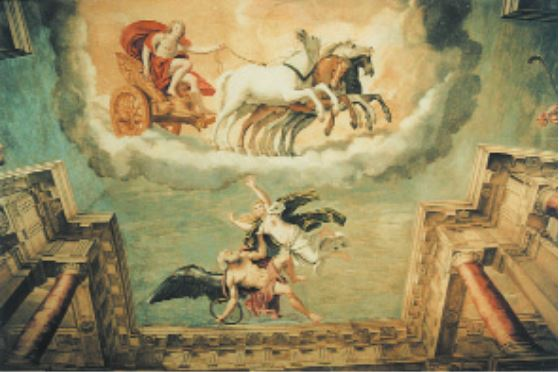
Domenichino, Carro del Sole (dettaglio, 1614-1622) - Palazzo Patrizi, Roma
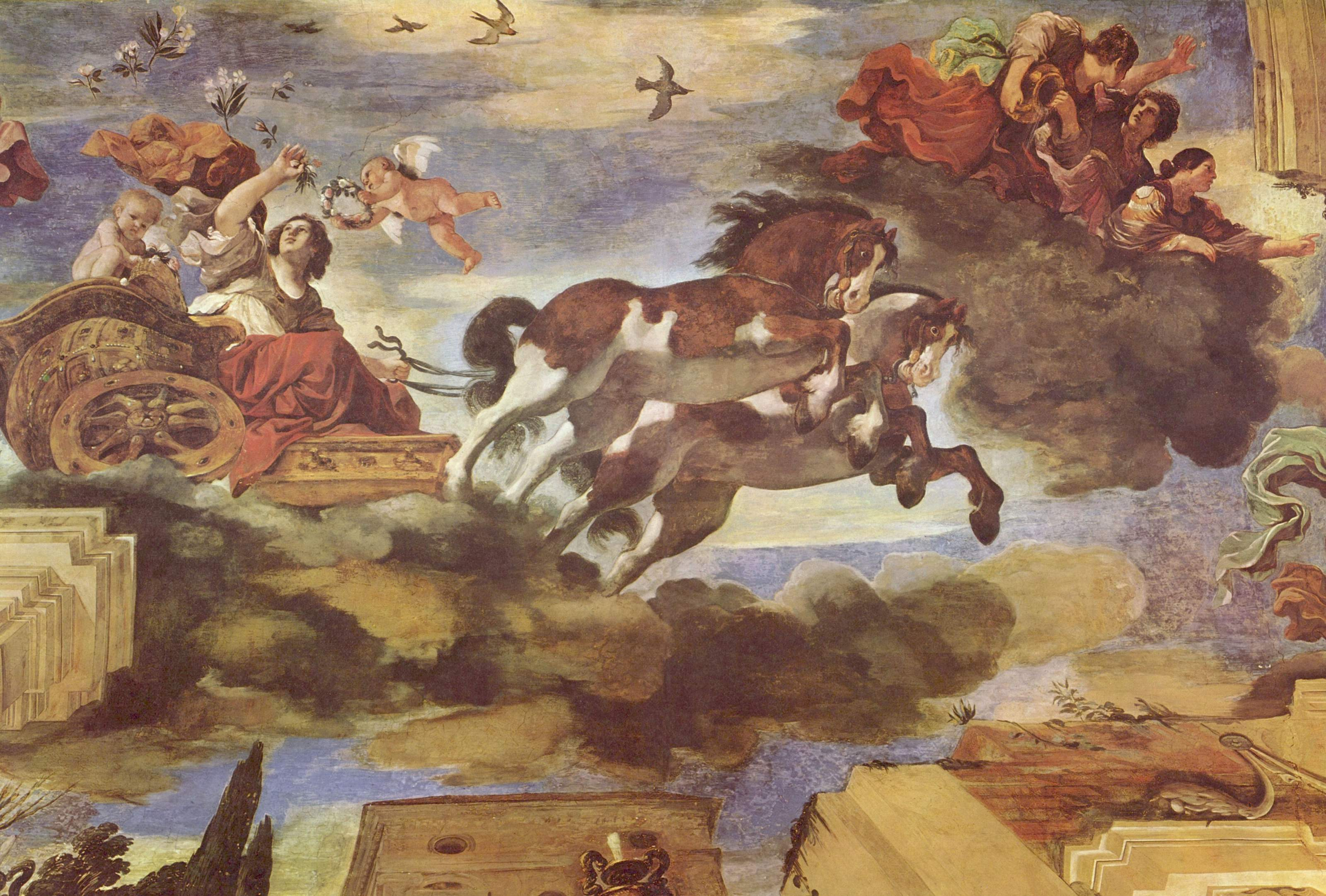
Guercino, Carro dell'Aurora (dettaglio, 1621) - Casino Ludovisi, Roma